# Lewistown (Montana)
Lewistown é uma cidade localizada no estado americano de Montana, no Condado de Fergus.

## Demografia
Segundo o censo americano de 2000, a sua população era de 5813 habitantes.
Em 2006, foi estimada uma população de 6083, um aumento de 270 (4.6%).
Em 2010, a sua população era de 5901 habitantes, de acordo com o censo realizado nesse ano.

## Geografia
De acordo com o United States Census Bureau tem uma área de
4,9 km², dos quais 4,9 km² cobertos por terra e 0,0 km² cobertos por água. Lewistown localiza-se a aproximadamente 1204 m acima do nível do mar.

## Localidades na vizinhança
O diagrama seguinte representa as localidades num raio de 48 km ao redor de Lewistown.